# Freie Energie (Pseudowissenschaft)
Freie Energie ist in der Pseudowissenschaft eine unerschöpflich zur Verfügung stehende Energiequelle, die etablierte Energiequellen wie fossile oder erneuerbare Energien ersetzen können soll. Die Existenz einer solchen Energiequelle ist weder belegt noch wissenschaftlich anerkannt. Menschen, die an ihre Existenz und Nutzbarkeit glauben, beantworten die ihnen entgegengebrachte Skepsis oft mit Verschwörungstheorien. Sie behaupten, dass das sogenannte „Wissen um die Freie Energie“ von der Regierung oder Organisationen aus wirtschaftlichen Interessen unterdrückt werde.

## Physikalische Grundlagen
Anhänger der Freien Energie behaupten, diese sei eine real existierende Form von Energie und stünde an jedem Ort reichlich zur Verfügung. Nach einer „Entnahme“ fließe sie aus der Umgebung an den Ort des Entnehmens nach. Die „Entnahme“ samt nachfolgender Umwandlung in klassische Energieformen verletze daher nicht den Energieerhaltungssatz, eine solche Vorrichtung sei kein Perpetuum mobile. Zur Erklärung werden zum Teil die Begriffe „neue Physik“ oder „wahre Physik“ verwendet. Anhänger dieser Vorstellung behaupten, technische Systeme bauen zu können, die Freie Energie nutzen und in konventionelle mechanische Arbeit umwandeln.
Als Grundlage für die Annahmen über Freie Energie wird oft die in der Physik tatsächlich vorhergesagte und experimentell nachgewiesene Nullpunktsenergie angeführt. Sie ist eine Konsequenz der Quantenfeldtheorie und Folge des nichtverschwindenden Energieterms eines harmonischen Oszillators am absoluten Nullpunkt. Als indirekter Nachweis der Nullpunktsenergie gilt der von Hendrik Casimir vorhergesagte und nach ihm benannte Casimir-Effekt, der bewirkt, dass zwischen zwei leitfähigen Objekten im Vakuum eine Kraft wirkt, die beide zusammendrückt. Der Effekt ist zuerst 1956 experimentell nachgewiesen und danach mehrfach bestätigt worden. In der Astronomie gilt die Nullpunktsenergie als ein Kandidat für die sogenannte Dunkle Energie, welche eine Erklärung für die beobachtete beschleunigte Expansion des Universums bieten würde. Die tatsächliche technische Nutzbarmachung der Nullpunktsenergie ist unmöglich, da eine Kraftwirkung etwa durch den Casimir-Effekt ohne Bewegung der Platten keine Energie an andere Objekte abgibt. Wenn eine Bewegung der Platten zugelassen wird, dann wird zur Herstellung des Ausgangszustands durch Auseinanderziehen der Platten genauso viel Energie benötigt, wie zuvor gewonnen wurde.
Darüber hinaus sind die Angaben zur Natur der Freien Energie und zu den Möglichkeiten ihrer Gewinnung und Nutzbarmachung sehr widersprüchlich. Von den Verfechtern werden physikalische Begriffe mit einer vom üblichen Gebrauch abweichenden Definition verwendet. Dadurch entsteht manchmal der Eindruck, die Existenz der freien Energie sei wissenschaftlich anerkannt. Zu den inhaltlich abgewandelten Begriffen zählen:
- Skalarwellen
- Tesla-Strahlen
- Tachyonen
- Nullpunktsenergie
- Vakuumenergie, Vakuumfeldenergie, Raumenergie
- Äther[3]
- Neutrinos

Der Physik ist eine solche Energie nicht bekannt, genauso wenig wie Wechselwirkungen, die eine Umwandlung in bekannte Energieformen ermöglichen könnten. Trotz wiederholter Behauptungen von Verfechtern der Freien Energie, ihnen sei die Nutzbarmachung dieser Energieform durch sogenannte „Freie-Energie-Systeme“ gelungen, gibt es keinen wissenschaftlichen Nachweis der tatsächlichen Existenz eines solchen Systems.
Die namensgleiche freie Energie bezeichnet in der Physik ein thermodynamisches Potential und ist somit keine unerschöpfliche Energiequelle.

## Verschwörungstheorien
Zur Erklärung, warum es nicht nur solche Maschinen nicht gibt, sondern nicht einmal nähere Informationen über ihre Funktionsweise, wird häufig auf Verschwörungstheorien zurückgegriffen: So wird behauptet, schon das Wissen über Freie Energie werde durch die Energiewirtschaft und andere interessierte Kreise unterdrückt, weil man aus kommerziellem Interesse die Nutzung dieser umweltfreundlichen und unbegrenzt verfügbaren Energieform unbedingt verhindern wolle.
Viele Verfechter der Freien Energie sind Esoteriker. Durch diese Überschneidung wird die Freie Energie auch mit anderen Ansichten in Verbindung gebracht.

## Beispiele

### Nikola Tesla
Bei der Freien Energie spielen auch historisch bedeutende Personen wie Nikola Tesla eine passive Rolle. Seine Person und Arbeiten wie der magnifying transmitter werden im Bereich der Legendenbildung oft als Beispiel für die praktische Anwendung von freier Energie erwähnt, obwohl sich dieser auf Effekte elektromagnetischer Strahlung bezog.
Nikola Tesla war eine schillernde Persönlichkeit mit guten Kontakten in die gehobene New Yorker Gesellschaft und zu Geldgebern wie J. P. Morgan. Ab 1890 spekulierte er über Möglichkeiten zur Nutzung der im Weltraum vorhandenen Energie, wobei er betonte, dass nicht die statische, sondern nur die kinetische Energie nutzbar sei. Im März 1901 meldete er sein Patent für einen Apparat zum Gebrauch von Strahlungsenergie an, der „Raumenergie“ auffangen und in elektrische Energie umwandeln soll. In der eigentlichen Patentschrift findet sich allerdings kein Hinweis auf Freie Energie oder „Raumenergie“, sondern vielmehr auf Solarenergie:

“The apparatus being arranged as shown, it will be found that when the radiations of the sun or of any other source capable of producing the effects before described fall upon the plate P an accumulation of electrical energy in the condenser C will result.”

„Es zeigt sich, dass mit dem wie dargestellt aufgebauten Apparat die Strahlung der Sonne oder einer beliebigen anderen Quelle, die die zuvor beschriebenen Effekte hervorrufen kann, beim Auftreffen auf die Platte P eine Akkumulation elektrischer Energie im Kondensator C bewirkt.“

Durch diese Maschine soll also die elektromagnetische Strahlung der Sonne durch eine Photozelle („Plate P“) in elektrischen Strom umgewandelt und damit ein Kondensator geladen werden.

### Viktor Schauberger
Der österreichische Naturforscher Viktor Schauberger soll eine sogenannte „Forellenturbine“ oder „Repulsine“ erfunden haben, mit der sich angeblich unbegrenzt Energie gewinnen ließ und mit der das NS-Regime angeblich Reichsflugscheiben angetrieben haben soll.

### Wasserantrieb
Der Wasserantrieb soll mittels Freier Energie als hypothetisches Antriebssystem funktionieren, beispielsweise für Kraftfahrzeuge, die ausschließlich Wasser als Betriebsstoff nutzen. Nicht zu verwechseln ist dieser Antrieb mit durch Wasserstoff betriebenen Antriebsmaschinen.
Der als Betrüger verurteilte Stanley Meyer ist Inhaber von neun Patenten, die direkt mit Wasser betriebene Kraftfahrzeuge zum Inhalt haben. Er starb 1998 an einem Hirnschlag. Von Anhängern der Freien Energie wird hingegen behauptet, Meyer sei von der Ölindustrie, arabischen Killern und von US-Regierungsstellen verfolgt und schließlich vergiftet worden, um seine Erfindung nicht publik werden zu lassen.